# عبد اللطيف فضل الله
السيد عبد اللطيف فضل الله هو عالم دين مسلم وشاعر من قرية عيناثا قضاء بنت جبيل في جبل عامل.

## نسبه
هو السيد عبد اللطيف فضل الله، ابن السيِّد نجيب بن السيِّد محي الدِّين بن نصر الله بن محمَّد بن عليّ بن يوسف بن محمَّد بن فضل الله ابن الشّريف حسن ابن السيِّد جمال يوسف بن الحسن بن محمَّد بن عيسى بن فاضل بن يحيى بن جوبان بن دياب بن عبد الله بن موسى بن عبد الله بن الحسن المثنى ابن الإمام الحسن بن عليّ بن أبي طالب ـ من أسرة آل فضل الله ـ المعروفة بالعلم والأدب.

## الولادة والنشأة
ولد السيد عبد اللطيف سنة 1904 ميلادي في بلدة عيناثا. وسط عائلة مؤمنة ملتزمة في كنف والده آية الله السيد نجيب فضل الله.

## إخوته
- السيد محمد سعيد
- السيد عبد الرؤوف
- السيد علي

## الدراسة
تلقى على والده في سن مبكرة شيئاً من النحو ثم دخل مدرسة بنت جبيل الحكومية الابتدائية.
وبعد وفاة والده خلال الحرب العالمية الأولى درس علي أخيه السيد محمد سعيد، وبعد أن هاجر أخوه إلى النجف سنة 1337 هـ أصبح مسؤولاً عن إخوته وعن شؤون البلدة الدينية، وقد تابع دراسته على الشيخ موسى مغنية، ثم ارتحل إلى بلدة معركة الجنوبية فدرسة على الشيخ عبد الكريم مغنية. ثم عاد إلى عيناثا مصمماً على الذهاب إلى النجف الأشرف لمتابعة الدراسة ولكن رغبته اصطدمت بإجماع الناس على رجائه بالبقاء لحاجتهم اليه فاستجاب لذلك.

## التدريس والنشاط الاجتماعي
عكف على تدريس مجموعات من الطلاب واعدادهم للذهاب إلى النجف مع العمل على تيسير امور الناس وحل مشاكلهم، مبتعداً بشكل تام عن الصراعات السياسية المحلية، عاملاً في نفس الوقت على بث الوعي بين الناس بروح رسالية متفانية. وقد مكنه ذلك من ان يكون قدوة في محيطه، وعلى أن يحوز على قداسة، ثبت دعائمها نزعته إلى الزهد والإيثار والابتعاد عن المظاهر، والعمل على خدمة الفقراء، ومشاركتهم آلامهم.
وقد عبر عن ذلك في شعره عندما قال:
تعففت والدنيا لمن هان جنة     ...     فألفيت في الحرمان غاية مطمعي
كان ديوانه في عيناثا مسرحاً للندوات الفكرية والأدبية، ومقصداً للعلماء والأدباء من مختلف الاتجاهات وكانت تطلعاته السياسية تبرز في ثنايا شعره.
مع انه كان شديد الحرص على عدم اشتهار هذا الشعر.
مع بروز التيار الفكري الشيوعي عمل على نشر الوعي والفكر واعتمد اسلوب الحوار للنقاش مع حاملي هذا الفكر. ما أكسبه احتراماً كبيراً حتى عند خصومه.
ومع بدايات الاحتلال الإسرائيلي عام 1982 لجبل عامل، ووصوله إلى العاصمة بيروت، كان قد بدأ بالعمل على تكثيف النشاط الديني، وانهاء مشروع كبير في البلدة يتضمن مركزاً إسلامياً ومستوصفاً ومكتبة ومدرسة هو من أكبر المراكز في جبل عامل. وقد تم ذلك بتمويل من الناس انفسهم الذي كانوا بغالبيتهم قد شكلوا نوعا من العمل الثقافي الإسلامي الشامل كركيزة ضد التطبيع في العلاقات، التي كان اليهود يعملون على إيجاده.
كذلك كان يدعو لعزل القلة التي تعاونت مع الاحتلال الإسرائيلي. ومع تنامي المواجهة مع الاحتلال في جبل عامل كله، كان المركز الإسلامي في عيناثا، منطلقا لعشرات الشباب الملاحقين من قبل الاحتلال. وكان الاحتلال يصدم عندما يصطدم بالسيد عبد اللطيف مع الناس من اجل إطلاق سراحهم مستخدمين كل وسائل الضغط الشعبي.
هاجر إلى صور وذلك بعد ازياد حجم الضعط عليه وعلى أهالي بلدته من قبل الاحتلال الإسرائيلي وعملائها.
بقي يتابع الوضع الاجتماعي للناس في الشريط الحدودي المحتل ويحاول مساعدتهم بكل الطرق الممكنة. حتى خلال فترة معاناته مع المرض، ففي آخر ثلاث سنوات من عمره ازدادت وطئة المرض عليه فأوكل مهمة خدمة الناس إلى أولاده واعتبرها واجباً شرعياً.

## وفاته
توفي في 23 كانون الأول 1991 ميلادي في بيروت التي نقل إلى أحد مستشفياتها من صور. وقد دفن في عيناثا قرب قبر والده السيد نجيب بمظاهر تكريم شعبي شكل تحديا للاحتلال الإسرائيلي. وفي عام 2014 ميلادي تم بناء قبة فوق قبره وقبر والده تخليدا لرمزيتهم لدى أهل البلدة.

القبة المبنية فوق قبر السيد عبد اللطيف ووالده السيد نجيب في عيناثا

## مؤلفاته
- له ديوان شعر تم طبعه في العام 2001